# ميلاني هيل
ميلاني هيل (بالإنجليزية: Melanie Hill)‏ هي ممثلة بريطانية، ولدت في 11 يناير 1962 بسندرلاند في المملكة المتحدة.

## أعمال

### أفلام
- (2001) من الجحيم[5]
- (2007) ستاردست
- (2008) فتاة بيضاء
- (2014) هي مضحكة بتلك الطريقة[6][7]

### مسلسلات
- فضيحة[8]

## وصلات خارجية
- ميلاني هيل على موقع IMDb (الإنجليزية)
- ميلاني هيل على موقع ألو سيني (الفرنسية)
- ميلاني هيل على موقع أول موفي (الإنجليزية)
- ميلاني هيل على موقع قاعدة بيانات الأفلام السويدية (السويدية)
- ميلاني هيل على موقع قاعدة بيانات الفيلم (الإنجليزية)
- ميلاني هيل على موقع كينوبويسك (الروسية)